# 筒冠花
筒冠花（学名：Siphocranion macranthum）为唇形科筒冠花属下的一个种。

## 扩展阅读
- 維基物種上的相關：筒冠花